# John James Audubon

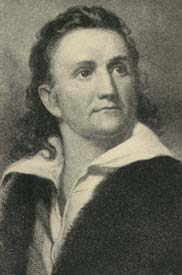
John James Audubon

John James Audubon, mit vollem Namen John James La Forest Audubon, (* 26. April 1785 in Les Cayes, Haiti; † 27. Januar 1851 in New York) war ein US-amerikanischer Ornithologe und Zeichner. Sein Hauptwerk ist Die Vögel Amerikas. Er beschrieb auch einige Pflanzenarten; sein offizielles botanisches Autorenkürzel lautet „Audubon“; früher war auch das Kürzel „Audub.“ in Gebrauch.

## Jugend und erste Forschungsreisen

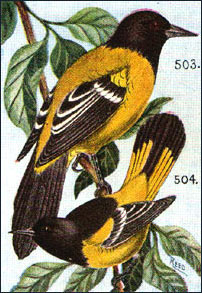
Icterus melanocephalus audubonii, ein Vertreter der Trupiale

Audubon wurde als Sohn eines französischen Schiffskapitäns und Plantagenbesitzers und einer Kreolin geboren. Er hieß nach seiner Mutter zunächst Jean Rabine. Seine Mutter starb ein halbes Jahr nach seiner Geburt, und Jean wuchs ab August 1788 bei seiner Stiefmutter Anne Moynet in Nantes auf. Im März 1789 wurde er von seinem Vater adoptiert und erhielt den Namen Jean-Jacques Fougère Audubon. Ob er später Schüler des Historienmalers Jacques-Louis David war, ist heute umstritten. 1803 ging er mit einem von seinem Vater besorgten falschen Pass nach Amerika. Vermutlich wollte der 18-Jährige so dem Wehrdienst in der Armee Napoleons entgehen.

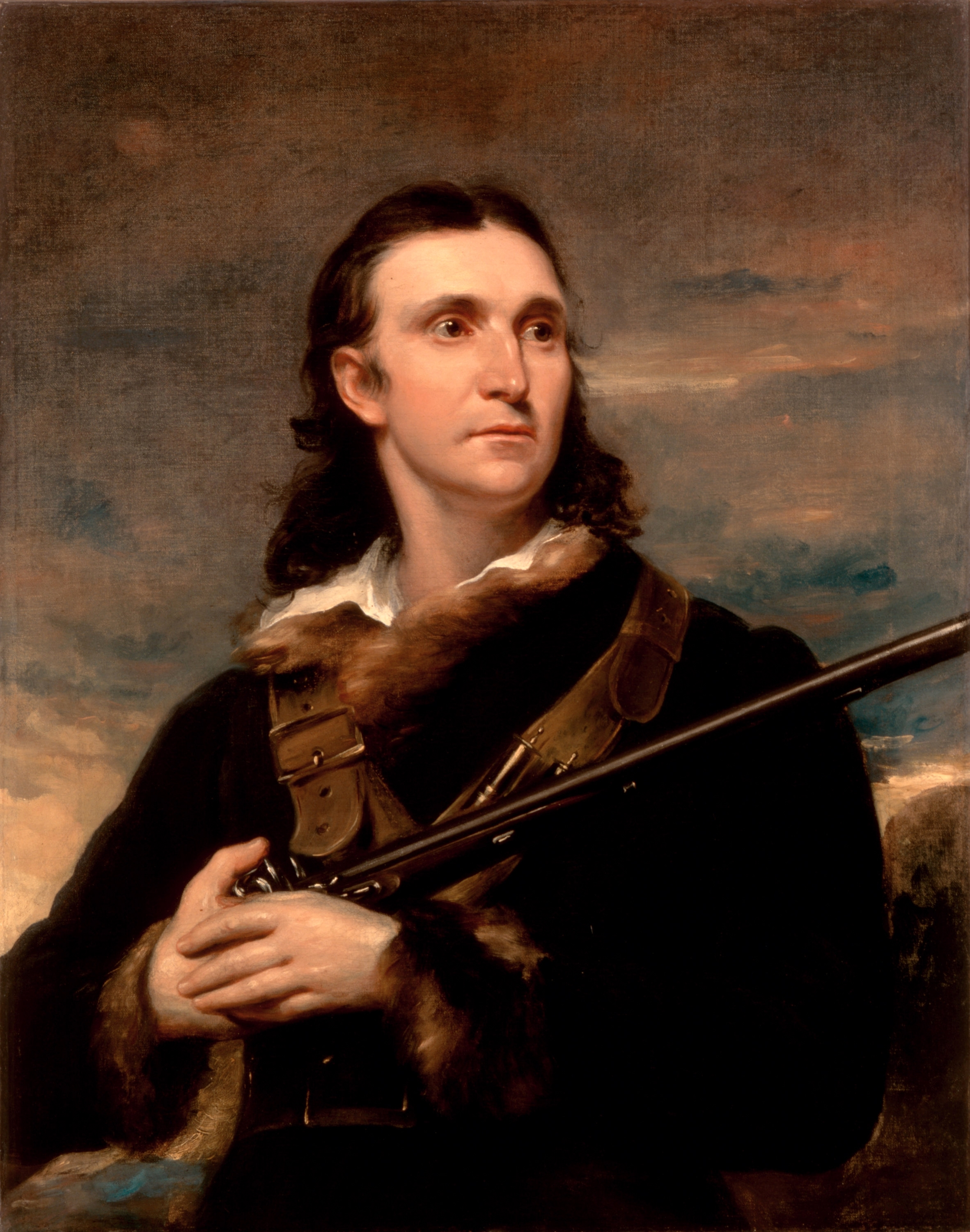
Porträt Audubons von John Syme, 1826

Kurz nach oder während der Überfahrt erkrankte er an Gelbsucht und wurde in einem von Quäkern geleiteten Spital gepflegt, wo er Englisch lernte und erstmals seine spätere Frau Lucy Bakewell traf. Nach der Genesung wurde das Familiengut Mill Grove nahe Philadelphia zum neuen Wohnsitz von John James Audubon, wie er sich inzwischen amerikanisiert nannte. Dort lebte er als Jäger, Händler und Tierpräparator. 1808 heiratete er Lucy Bakewell. Auf Mill Grove nahm der junge Forscher auch die vermutlich erste Vogelberingung in Nordamerika vor: Er markierte Singvögel mit Schnüren und fand dadurch heraus, dass sie in jedem Jahr zum gleichen Nistplatz zurückkehren.
Seine Geschäfte führten ihn den Ohio River entlang nach Westen in die Staaten Pennsylvania und Kentucky. In Henderson eröffnete er schließlich einen Krämerladen. Vermutlich traf er dort 1810 auch auf Alexander Wilson, den anderen großen amerikanischen Vogelkundler dieser Zeit.
Audubons Frau gebar in dieser Zeit zwei Söhne, Victor Gifford und John Woodhouse, und eine Tochter, die aber früh starb. Als Freizeitbeschäftigung fertigte Audubon, wie zuvor in Frankreich, zahlreiche Vogelzeichnungen an. Nach anfänglichen Erfolgen verschlechterte sich allerdings seine Geschäftslage, und 1819 kam er wegen Bankrotts für kurze Zeit ins Gefängnis.
Möglicherweise entwickelte er während der Haft seinen ambitionierten Plan, alle Vogelarten Nordamerikas zu katalogisieren, den er kurz danach in die Tat umsetzte. Zusammen mit einem Assistenten begann er eine Fahrt den Mississippi River abwärts. Im Frühjahr 1821 kam er in New Orleans an, wo er für einige Monate lebte. Im folgenden Sommer fuhr er wieder flussaufwärts, um in Louisiana für eine Plantagenbesitzerfamilie als Zeichenlehrer zu arbeiten und die dortige Vogelwelt zu erkunden. Während dieser Reisen blieb seine Frau in der Zivilisation und verdiente als Privatlehrerin Geld. Audubon selbst verdiente sich mit Auftragsporträts etwas dazu.
Beim Malen der Vögel ging Audubon immer nach dem gleichen Schema vor: Zunächst schoss er die Tiere, wobei er sehr feines Schrot verwendete, um die Beschädigung der Körper möglichst gering zu halten. Dann verwendete er Drähte, um die Kadaver in natürlich wirkenden Positionen zu fixieren und sie zu zeichnen. Mit dieser Anlehnung an die Natur hob Audubon sich von den übrigen naturwissenschaftlichen Zeichnern seiner Zeit ab und legte den Grundstein für seinen späteren Erfolg. Aus einem Bericht, den der Forscher selbst über seine Arbeit verfasst hat, geht hervor, dass er am Tag mehr als 100 Vögel schoss.
1827 wurde er Fellow der Royal Society of Edinburgh. 1830 wurde er in die American Academy of Arts and Sciences gewählt, drei Jahre später dann auch in die National Academy of Design.

## Erfolg mitBirds of America

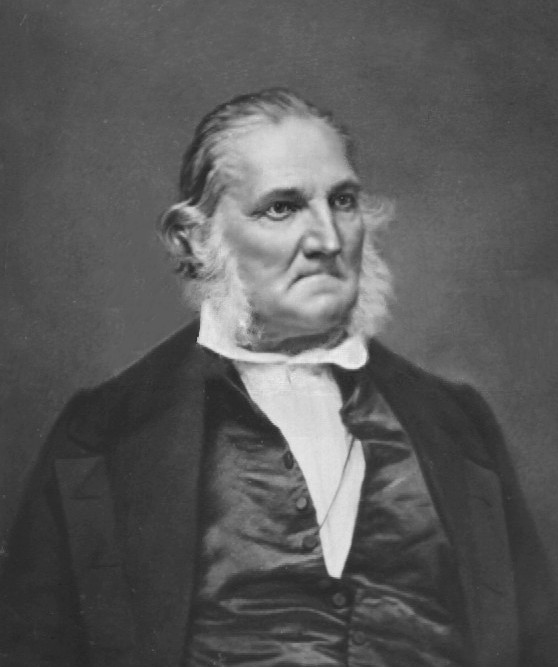
Audubon in fortgeschrittenem Alter

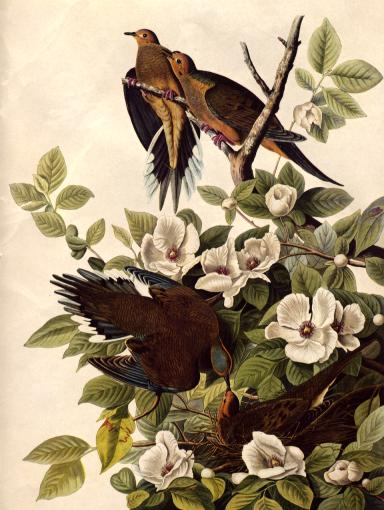
Columba carolinensis, aus Birds of America, Band IV, Tafel 17

Zunächst versuchte Audubon in Philadelphia einen Verleger für seine Zeichnungen zu finden, hatte damit jedoch kein Glück, unter anderem wohl, weil er in fachliche Konflikte mit der ortsansässigen wissenschaftlichen Gesellschaft geraten war. 1826 reiste er mit seinem teilweise fertiggestellten Werk nach England. Als „Amerikanischer Waldläufer“ und mit seinen lebensgroßen Zeichnungen der Vogelwelt erreichte er schnell Popularität und fand einen Drucker für Die Vögel Amerikas (Birds of America), das 435 handcolorierte Bildtafeln mit der Darstellung von mehr als 1.000 Exemplaren umfasst.
Die Publikation war ein voller Erfolg, an dem aus heutiger Sicht nicht zuletzt die Aquatinten von Robert Havell (1793–1878), der alle Druckplatten außer den ersten zehn lieferte, wesentlichen künstlerischen Anteil hatten. Sogar König Georg IV. begeisterte sich für die Zeichnungen. Während eines Besuchs in Edinburgh demonstrierte Audubon die Draht-Methode zum Fixieren der toten Vögel. Bei einem dieser Vorträge war der Student Charles Darwin unter den Zuhörern.
Zusammen mit dem schottischen Ornithologen William MacGillivray verfasste Audubon eine Art von „Lebensgeschichten“ (Ornithological Biographies beziehungsweise life histories) aller Arten in seinem Buch. Die vier Bände der Vögel Amerikas sowie die Biografien erschienen zwischen 1827 und 1838 und enthielten zahlreiche Erstbeschreibungen wie die der Gelbschnabelelster (Pica nuttalli).
Durch den wirtschaftlichen Erfolg, der nicht zuletzt auch auf seine persönliche Popularität zurückzuführen war, erlangte Audubon einen gewissen Wohlstand, unternahm aber weiterhin mehrere Expeditionen durch Nordamerika und ließ sich schließlich in New York auf einem Anwesen am Hudson nieder, das heute Audubon Park heißt. 1842 erschien eine sehr erfolgreiche amerikanische Auflage der Vögel Amerikas.
In seinen letzten Lebensjahren wurde Audubon zusehends senil. Seine letzte Forschungsreise unternahm er 1843. Das daraus hervorgehende Werk über die Säugetiere Nordamerikas (Viviparous Quadrupeds of North America) wurde größtenteils von seinen Söhnen und von dem befreundeten lutherischen Pastor John Bachman, dessen Tochter einen von Audubons Söhnen geheiratet hatte, vollendet. John James Audubon ist auf dem Trinity-Friedhof in New York bestattet.

## Nachwirken
Unabhängig von der zoologischen Nützlichkeit hat „Die Vögel Amerikas“ Audubon bleibenden künstlerischen Ruhm gesichert. Das Werk gilt noch heute als Maßstab zeichnerischen Könnens für Naturmaler. Ein Subskriptionsexemplar der „Vögel Amerikas“ erzielte bei einer Christie’s-Auktion im März 2000 mehr als 8,8 Mio. USD. Im Dezember 2010 erzielte eine Ausgabe des Buches den damals neuen Rekordpreis von 7.321.250 Pfund (ca. 8,72 Millionen Euro) in einer Auktion bei Sotheby’s. Es war für fast drei Jahre das teuerste gedruckte Buch aller Zeiten.

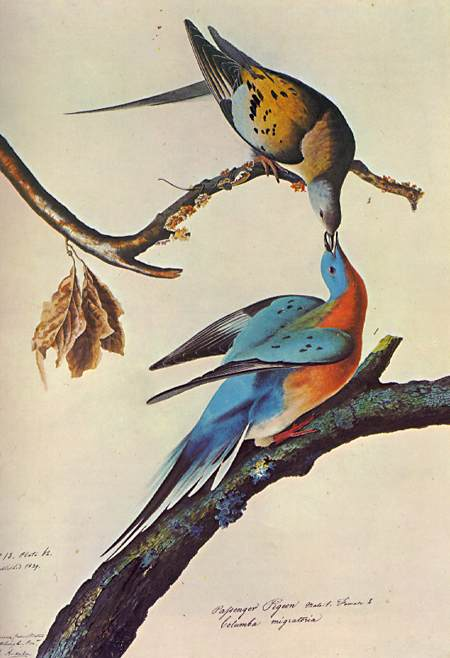
Wandertaube

### Die Audubon-Gesellschaften
Bereits 1886 gründete sich in den USA ein Verein von Vogel- und Naturfreunden unter dem Namen Audubon Society for the Protection of Birds. Mehrere weitere Gründungen, die sich ausdrücklich auf Audubon bezogen, folgten. 1901 schlossen sich die Vereine zum National Committee of Audubon Societies zusammen, die sich in der Folgezeit vor allem gegen die Jagd auf Vögel zur Gewinnung von Schmuckfedern einsetzte. Heute besteht die Gesellschaft aus mehr als 500 lokalen Mitgliedsvereinen in den USA, setzt sich für den Natur- und insbesondere den Vogelschutz ein und bietet den Mitgliedern ein Forum für alle Themen rund um die Vogelbeobachtung.

### Gedenken
Mehrere Kommunen und Verwaltungseinheiten in den USA sind nach John James Audubon benannt, darunter der Ort Audubon in Pennsylvania, in dem sich Audubons einstiger Wohnsitz Mill Grove befindet. Dieser ist heute ein dem Naturforscher gewidmetes Museum. Auch der John James Audubon State Park, ein Naturpark in Kentucky, enthält ein Museum zu Audubon. Auch die Audubon Avenue in Upper Manhattan ist Audubon gewidmet.
Das Audubon Nature Institute in New Orleans ist ein von einer Stiftung getragenes Institut, das mehrere Museen und Naturparks sowie Forschungseinrichtungen und Naturschutzprojekte betreibt, darunter das insektenkundliche Museum Audubon Insectarium, der Audubon Park und der Audubon Zoo in New Orleans.
Im Mai 2011 wurde die John James Audubon Bridge, eine Schrägseilbrücke über den Mississippi im südlichen Louisiana, eröffnet und Google widmete Audubon am 26. April 2011, seinem 226. Geburtstag, ein Doodle.

## Werke
- Birds of America. Edinburgh 1827–1838.
  - Vögel in Amerika. Neudruck der Erstausgabe der Royal-Octavo-Edition „mit allen 500 Abbildungen“ und Text von Susanne M. Low, Verlag Werner Dausien, 1999, ISBN 3-7684-1405-1.
- Ornithological Biographies. Edinburgh 1831–1839, doi:10.5962/bhl.title.48976.
- The birds of America. 1840–1844, doi:10.5962/bhl.title.61411.
- Viviparous Quadrupeds of North America. New York 1845–1848, doi:10.5962/bhl.title.49318.
- The Quadrupeds of North America.
  - 1849 doi:10.5962/bhl.title.60665, doi:10.5962/bhl.title.60666, doi:10.5962/bhl.title.60667.
  - 1851–1854 doi:10.5962/bhl.title.51130.
- Writings and drawings / John James Audubon. [Christoph Irmscher selected the contents and wrote the notes for this volume]. Irmscher, Christoph [Hrsg.]. New York : Literary Classics of the United States, 1999. ISBN 1-883011-81-7.

## Bibliographie
- Claus Nissen: Die zoologische Buchillustration. Ihre Bibliographie und Geschichte. Band I: Bibliographie. Anton Hiersemann Verlag, Stuttgart 1969, Seiten 25–26, 28, 436.